# Empire Earth II
Empire Earth II – gra komputerowa RTS, której akcja rozgrywa się od epoki kamienia aż po daleką przyszłość. W grze występuje czternaście różnych cywilizacji. Gra jest symulacją gospodarczo-militarną.

## Rozgrywka

### Terytoria
Jednym z głównych zadań gracza jest rozwój terytorialny państwa. Liczba posiadanych terytoriów wpływa na zdobycie tzw. korony imperialnej. Z opanowaniem danego obszaru wiążą się również dodatkowe korzyści (m.in. przyspieszona budowa, premie obronne i produkcyjne, bonusy do parametrów bojowych jednostek i budynków).
Każde terytorium posiada ograniczenie liczby możliwych do zbudowania na nim struktur. Ograniczenia te dotyczą wszystkich graczy.

### Pogoda i pory roku
Nowością w serii jest pogoda i pory roku. Oba te czynniki wpływają na siebie i mają wpływ m.in. na szybkość poruszania się wojsk.

### Technologie
W Empire Earth II, by awansować do nowej epoki należy zainwestować w sześć technologii (militarne, imperialne, gospodarcze).
Do rozwoju technologicznego wykorzystywane są punkty technologii, które otrzymuje się za posiadanie uniwersytetu lub kościoła z obsadą obywateli lub kapłanów. W kolejnych epokach potrzebnych jest coraz więcej punktów technologii do rozwoju.
Zainwestowanie we wszystkie technologie z danej dziedziny, daje szansę na otrzymanie korony (np. militarnej). Gracz otrzymuje dzięki niej bonusy, np. szybsze zbierania surowców, więcej PW jednostek piechoty, większa szybkość statków itp.

### Kampanie
- Koreańska
- Niemiecka
- Amerykańska

W grze Empire Earth II, w zależności od regionu możemy wybudować trzy cuda: pierwszy w epokach 1-5, drugi w epokach 6-15 oraz trzeci w epokach 11-15